# Peter Kleinow

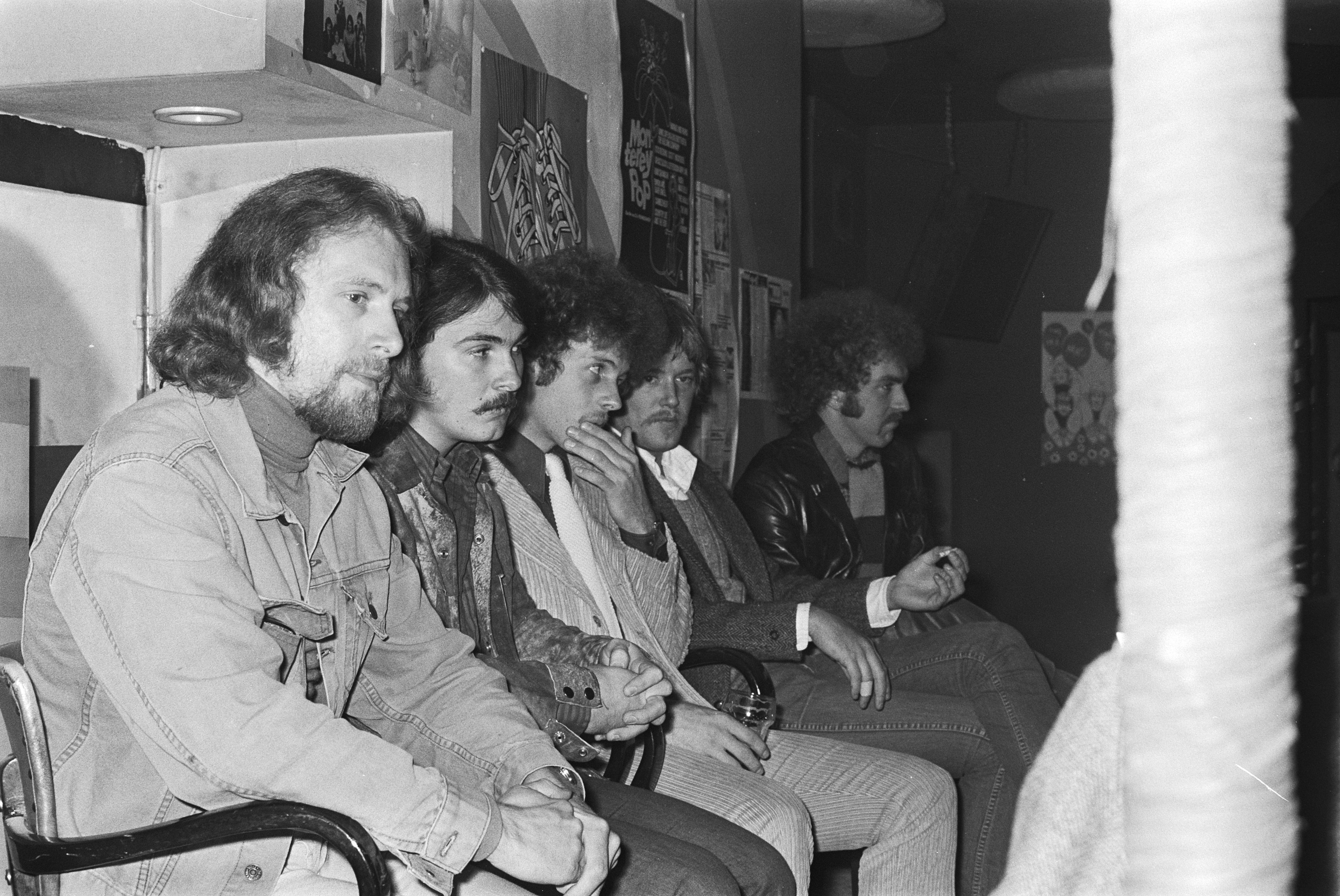
Sneaky Pete Kleinow con los Flying Burrito Brothers (1970)

Peter Kleinow (South Bend, 20 de agosto de 1934 - Petaluma, 6 de enero de 2007) fue un guitarrista estadounidense, del legendario grupo de country-rock, Flying Burrito Brothers (entre 1934 y 2007).

## Biografía
Nació en South Bend (estado de Indiana).
En la música country fue el precursor del pedal steel guitar. Estuvo dos años tocando con los Flying Burrito Brothers. Luego compartió cartel con cantantes de prestigio como Stevie Wonder, John Lennon o Frank Zappa.
En 1952 se casó con Ernestine, con quien tuvo cinco hijos.
Fue conocido también por ser autor de efectos especiales en películas de animación.
Falleció de alzhéimer en Petaluma (estado de California), el 6 de enero de 2007, a los 72 años de edad.
- Datos: Q1362348